# Omer Goldstein
Omer Goldstein (hebr. עומר גולדשטיין, ur. 13 sierpnia 1996 w Misgaw) – izraelski kolarz szosowy.
Kolarstwo uprawiają również jego bracia: Ro’i oraz Edo.

## Osiągnięcia
Opracowano na podstawie:

2015
- 3. miejsce w mistrzostwach Izraela (jazda indywidualna na czas)

2016
- 2. miejsce w mistrzostwach Izraela (jazda indywidualna na czas)

2017
- 2. miejsce w mistrzostwach Izraela (jazda indywidualna na czas)

2018
- 1. miejsce w mistrzostwach Izraela (jazda indywidualna na czas)
- 3. miejsce w mistrzostwach Izraela (start wspólny)

2019
- 2. miejsce w mistrzostwach Izraela (start wspólny)

2020
- 1. miejsce w mistrzostwach Izraela (start wspólny)

2021
- 1. miejsce w mistrzostwach Izraela (start wspólny)

2022
- 1. miejsce w mistrzostwach Izraela (jazda indywidualna na czas)
- 3. miejsce w mistrzostwach Izraela (start wspólny)

## Rankingi
| Rok             | 2015 | 2016  | 2017  | 2018  | 2019  | 2020  | 2021 | 2022 | 2023 |
| --------------- | ---- | ----- | ----- | ----- | ----- | ----- | ---- | ---- | ---- |
| World Ranking   |      | 1913. | 2027. | 1049. | 1494. | 1493. | 728. | 496. | 767. |
| UCI Europe Tour | 683. | 1273. | 1307. | 653.  | 1001. | 1117. | 573. | 395. | -    |
|                 |      |       |       |       |       |       |      |      |      |
| Źródło: UCI     |      |       |       |       |       |       |      |      |      |